# Carlos Sainz, Jr.
Carlos Sainz Vázquez de Castro (født 1. september 1994), kendt som Carlos Sainz Jr., er en spansk racerkører, som kører for Formel 1-holdet Williams

## Baggrund
Carlos Sainz Jr. er søn af den tidligere to-gange verdensmester i rally Carlos Sainz. Carlos Sainz Jr. kaldes junior, og hans far senior, for at nemmere differentiere mellem de to.

## Tidlige karriere

### Gokarts
Som mange andre, så startede Sainz sin karriere i gokarts. Sainz vandt flere turneringer, og sluttede andenplads i det spanske karting mesterskab to gange.

### Formel BMW
Sainz kørte i 2010 i Formel BMW. Han imponerede her, da han sluttede på fjerdeplads i sæsonen.

### Formel 3
Sainz kørte i 2012 i Formel 3, hvor han konkurrerede både i den europæiske og den britiske udgave.

### GP3
Sainz kørte i 2013 i GP3 Series, og sluttede på 10. pladsen i mesterskabet.

### Formel Renault 3.5
Sainz kørte først i Formel Renault 3.5 i 2013, men var fokuseret på GP3 den sæson. Det var i 2014 at han havde fuld fokus på Renault 3.5 sæsonen, og det lykkedes ham her at vinde mesterskabet.

## Formel-1 karriere

### Testkører
Sainz var testkører for Toro Rosso og Red Bull i løbet af 2013 og 2014.

### Toro Rosso

#### 2015
Sainz fik sin debut i Formel 1 i 2015 sæsonen, efter at Daniil Kvjat var blevet rykket op til Red Bull-holdet. Han scorede 18 point i sin debutsæson, og sluttede på 15. pladsen.

#### 2016
I 2016 sæsonen sluttede han på 12. pladsen med 46 point.

#### 2017
Sainz kørte de første 16 ræs af sæsonen hos Toro Rosso, før han skiftede fra holdet til Renault.

### Renault

#### 2017
Efter at have skiftet i løbet af sæsonen, kørte han de sidste 4 ræs med Renault. Han sluttede sæsonen med 54 point på 9. pladsen.

#### 2018
Sainz sluttede på 10. pladsen med 53 point i sin første hele sæson med Renault.

### McLaren

#### 2019
Sainz skiftede i 2019 til McLaren, hvor han erstattede sin landsmand Fernando Alonso. Sainz fik sit første podium ved Brasiliens Grand Prix, hvor han oprindeligt havde sluttet på 4. pladsen, men var blevet rykket op til 3. pladsen efter at Lewis Hamilton var blevet tildelt en tidsstraf for et sammenstød med Alexander Albon. Dette var McLarens første podium i mere end 2.000 dage. Sainz sluttede på 6. pladsen med 96 point.

#### 2020
Ved Steiermarks Grand Prix satte Sainz den hurtigste omgang for første gang i hans karriere, hvilke også var rekorden for den hurtigste omgang nogensinde på Red Bull Ring. Sainz sluttede på 2. pladsen ved Italiens Grand Prix, han hidtil bedste resultat, og var kun 0,4 sekunder efter vinderen af ræset Pierre Gasly. Sainz sluttede sæsonen på 6. pladsen igen, denne gang med 105 point.

### Ferrari

#### 2021
Sainz skiftede i 2021 til Ferrari, hvor han erstattede Sebastian Vettel. Han scorede 4 podiumplaceringer i sæsonen, og sluttede på 5. pladsen med 164.5 point.

#### 2022
Sainz fortsatte i 2022 sæsonen hos Ferrari. Han sluttede på 2. pladsen ved sæsonen første ræs, Bahrains Grand Prix, hvilke var Ferraris første 1-2 placering siden Singapores Grand Prix 2019. Sainz kørte sit ræs nummer 150 i Formel 1 ved Storbritanniens Grand Prix, og vandt her sit første Formel 1 løb i sin karriere. Han sluttede igen på femtepladsen i sæsonen, men denne gang med 246 point.

#### 2023
Sainz blev hos Ferrari for 2023 sæsonen. Efter en svær start på sæsonen, så lykkedes det Sainz at få pole position og slutte på tredjepladsen for årets første podium ved Italiens Grand Prix. Ved det næste ræs, Singapores Grand Prix, så tog Sainz igen pole, men denne gang lykkedes det ham at vinde ræset. Han vandt hermed sit andet ræs i sin karriere, og blev også den eneste kører ikke i en Red Bull til at vinde et ræs i hele 2023 sæsonen. Han sluttede sæsonen på syvendepladsen med 200 point.

#### 2024
Sainz blev hos Ferrari ved 2024 sæsonen. Han tog sin tredje Formel 1-sejr ved Australiens Grand Prix, da Ferrari fik en 1-2 placering. Ved Mexico Citys Grand Prix tog han endnu en sejr, og vandt for første gang i sin karriere flere ræs i en sæson. Han sluttede sæsonen på femtepladsen med 290 point.

### Williams

#### 2025
Efter fire sæsoner med Ferrari, så skifter Sainz ved 2025 sæsonen til Williams.